# Sailing (Sutherland Brothers-låt)

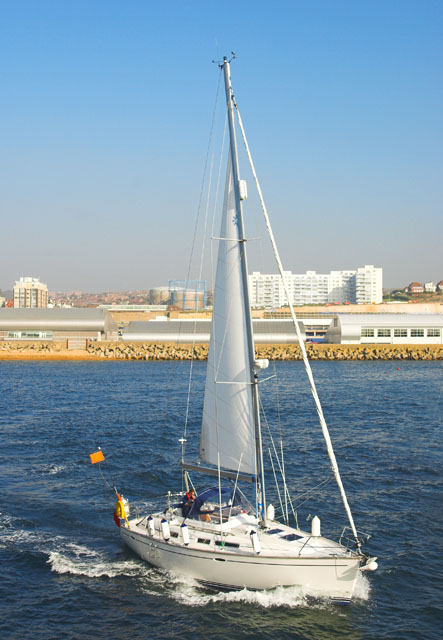
"Sailing" med Rod Stewart har flera gånger tagit sig in på listorna.

Denna sida handlar om låten Sailing sjungen av Rod Stewart (1975). För Christopher Cross låt med samma namn, se Sailing (Christopher Cross-låt).
Sailing är en sång skriven av Gavin Sutherland 1972 och inspelad flera gånger av Sutherland Brothers, och senare Sutherland Brothers med Quiver.

## Rod Stewarts version
Rod Stewart spelade in låten i Muscle Shoals Sound Studio i Muscle Shoals, Alabama för albumet Atlantic Crossing 1975, och blev en singeletta i Storbritannien i september 1975 under fyra veckor. Singeln återkom till brittiska topp 10 ett år senare då den var signaturmelodi för BBC:s dokumentärserie Sailor, om båten HMS Ark Royal, och gjorde även ett mindre listframträdande som välgörenhetssingel efter olyckan med båten M/S Herald of Free Enterprise 1987. Låten blev Rod Stewarts bäst säljande singel i Storbritannien, och den har blivit en av hans mer kända låtar.
Den första musikvideon för Sailing spelades in i Dublin, med scener där även Rod Stewarts dåvarande partner Britt Ekland förekommer. En senare video spelades in i New York Citys hamn 1978, och blev sen en av de första musikvideorna att visas i MTV då kanalen startade den 1 augusti 1981. 
Trots Rod Stewarts stora popularitet i USA, klättrade låten aldrig högre upp än på 58:e plats på Billboard Hot 100. 

### Kuriosa
Rod Stewart framförde låten på Concert for Diana, en minneskonsert för Prinsessan Diana som omkommit i en trafikolycka 10 år tidigare, på Wembley Stadium den 1 juli 2007.
I den brittiska sitcom-serien Skenet bedrar, spelar bandet låten medan Hyacinth och Richard försöker ta sig till båten RMS Queen Elizabeth 2.
Melodin har också använts för fotbollsramsan "No One Likes Us – We Don't Care". 
Dansbandet Ingmar Nordströms spelade in melodin på sitt album "Saxparty 4" 1977 . Samma år spelade Kerstin Forslund in covern Fyllda segel med svensk text av Ingela Forsman.

## Övrigt
Sången framförs även i Berts betraktelser: juni på kassettband. Det är samma ord, men i stället sjungs första versen två gångar, och därefter avslutas sången med "-Jag spyr, jag är ju sjösjuk". Kärlekstemat har då bytts ut mot sjösjuka, eftersom den är baserad på en händelse i Bertboken Berts vidare betraktelser.
I samband med Greta Thunbergs seglats 2019 framförde klimatstrejkare i Steyning sången med texten "Greta's Sailing".

## Listplaceringar

### Rod Stewart
| Lista 1975-1978 | Topplacering |
| --------------- | ------------ |
| Nederländerna   | 1            |
| Norge           | 1            |
| Nya Zeeland     | 3            |
| Schweiz         | 2            |
| Sverige         | 13           |
| Österrike       | 7            |

### Fotnoter
1. ↑  Information i Svensk mediedatabas.
2. ↑  Kerstin: Här, Svensk mediedatabas.
3. ↑  Bert Arkiverad 26 oktober 2011 hämtat från the Wayback Machine.
4. ↑  ”Greta's Sailing” (på engelska). Science Alliance UK. 1 september 2019. https://seclimatealliance.uk/wp-content/uploads/2019/09/Gretas-sailing-lyrics.pdf. Läst 26 oktober 2020.
5. ↑  ”Sailing” (på engelska). Dutch Charts. 2 juni 1975. http://dutchcharts.nl/showitem.asp?interpret=Rod+Stewart&titel=Sailing&cat=s. Läst 3 juli 2010.
6. ↑  ”Sailing” (på engelska). Norwegian Charts. 2 juni 1975. http://norwegiancharts.com/showitem.asp?interpret=Rod+Stewart&titel=Sailing&cat=s. Läst 3 juli 2010.
7. ↑  ”Sailing” (på engelska). New Zealand Charts. 2 juni 1975. https://charts.nz/. Läst 3 juli 2010.
8. ↑  ”Sailing” (på engelska). Schweizer Hitparade. 2 juni 1975. http://hitparade.ch/showitem.asp?interpret=Rod+Stewart&titel=Sailing&cat=s. Läst 3 juli 2010.
9. ↑  ”Sailing” (på engelska). Swedish Charts. 2 juni 1975. https://swedishcharts.com/showitem.asp?interpret=Rod+Stewart&titel=Sailing&cat=s. Läst 3 juli 2010.
10. ↑  ”Sailing” (på engelska). Austrian Charts. 2 juni 1975. https://austriancharts.at/showitem.asp?interpret=Rod+Stewart&titel=Sailing&cat=s. Läst 3 juli 2010.